# La Chapelle-du-Noyer

La Chapelle-du-Noyer este o comună în departamentul Eure-et-Loir, Franța. În 1 ianuarie 2022 avea o populație de 1.014 de locuitori.